# Obterre
Obterre là một xã ở tỉnh Indre khu vực trung bộ Pháp. Xã này có diện tích 28,47 km², dân số thời điểm năm 1999 là 267 người. Khu vực này có độ cao trung bình 120 mét trên mực nước biển.
Thị trấn này nằm trong công viên tự nhiên vùng Brenne.